# أخدرية زغبية
أخدرية زغبية (الاسم العلمي: Oenothera hirsuta) هو نوع نباتي يتبع جنس الأخدرية من الفصيلة الأخدرية.